# موديرن كومبات (سلسلة)
موديرن كومبات (بالإنجليزية: Modern combat)‏
هي سلسلة ألعاب فيديو تم تطويرها ونشرها بواسطة شركة غيم لوفت لنظامي أندرويد وآي أو أس بشكل رئيسي.
طريقة لعب ألعاب السلسلة تشبه تلك التي في سلاسل كول أوف ديوتي وباتلفيلد. إلاصدار الأول من السلسلة هو موديرن كومبات: ساندستورم
في 2009 تبعته لعبة موديرن كومبات 2: بلاك بيجاسوس في عام 2010 ولعبة موديرن كومبات 3: فالن نيشن في 2011 وموديرن كومبات 4: زيرو آور في 2012 وموديرن كومبات 5: بلاك آوت في 2014

## أجزاء السلسلة
| اللعبة                        | سنة الإصدار | أنظمة التشغيل                                                     |
| ----------------------------- | ----------- | ----------------------------------------------------------------- |
| موديرن كومبات: ساندستورم      | 2009        | أندرويد، آي أو أس، ويب أو إس، بادا                                |
| موديرن كومبات 2: بلاك بيجاسوس | 2010        | أندرويد، آي أو أس، إكسبيريا بلاي، بلاك بيري بلاي بوك              |
| موديرن كومبات: دومينيشن       | 2011        | بلاي ستيشن نتورك، ماك أو إس                                       |
| موديرن كومبات 3: فالن نيشن    | 2011        | أندرويد، آي أو أس، بادا 2.0، بلاك بيري بلاي بوك                   |
| موديرن كومبات 4: زيرو آور     | 2012        | أندرويد، آي أو أس، بلاك بيري 10، بلاك بيري بلاي بوك، ويندوز فون 8 |
| موديرن كومبات 5: بلاك آوت     | 2014        | أندرويد، آي أو أس، بلاك بيري 10، ويندوز فون 8، ويندوز 10          |
| موديرن كومبات: فيرساس         | 2017        | أندرويد، آي أو أس، بلاك بيري 10، ويندوز فون 8، ويندوز 10          |

## وصلات خارجية
- موقع موديرن كومبات
- موديرن كومبات 5  على موقع آي جي أن

ألعاب فيديو